# Comté de Mégantic
Pour les articles homonymes, voir Mégantic.

Carte du comté en 1855.

Le comté de Mégantic est un comté municipal du Québec ayant existé entre 1855 et le début des années 1980. Le territoire qu'il couvrait est aujourd'hui compris dans les régions administratives de Chaudière-Appalaches et du Centre-du-Québec, et couvrait une partie des MRC actuelles des Appalaches et de l'Érable. Son chef-lieu était la municipalité d'Inverness.

## Confusion avec le comté de Frontenac
Une confusion est possible avec le comté de Frontenac, situé plus au sud, dû au fait que celui-ci renfermait la ville de Lac-Mégantic et le lac Mégantic. Cette confusion est d'autant plus favorisée que les noms des circonscriptions électorales correspondant aux territoires des deux comtés ont été interchangés: à partir de 1972 la circonscription provinciale appelée Mégantic est devenue Frontenac, recouvrant en grande partie le comté de Mégantic, et celle jusque-là appelée Frontenac est devenue Mégantic-Compton et s'étendait en partie sur le territoire du comté de Frontenac.

## Municipalités situées dans le comté

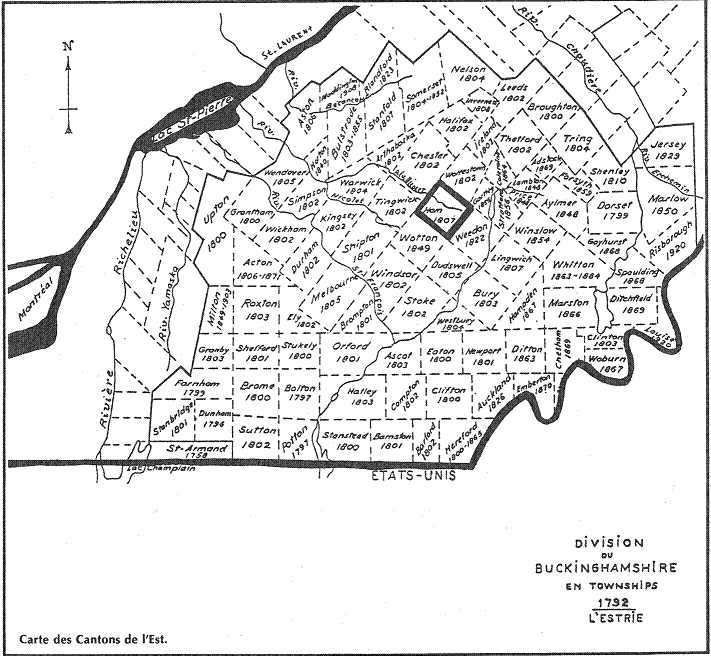
Carte des cantons de l'est, incluant ceux qui ont formé le comté de Mégantic

- Amiante (détaché de Thetford-Partie-Sud en 1914, fusionné à Thetford Mines en 1929)
- Bernierville (détaché de la municipalité du canton d'Halifax-Sud en 1898, fusionné à Saint-Ferdinand en 2000[5])
- Black Lake (créé en 1906, fusionné à Thetford Mines en 2001[6])
- Halifax-Nord (fusionné à Sainte-Sophie-d'Halifax en 1997[7])
- Halifax-Sud (renommé Saint-Ferdinand en 1995[5])
- Halifax-Sud-Partie-Sud-Ouest (détaché de la municipalité du canton d'Halifax-Sud en 1913, renommé Vianney en 1981, fusionné à Saint-Ferdinand en 2000[5])
- Inverness (la municipalité de village s'est détachée de celle de canton en 1900, les deux ont été réunies de nouveau en 1998[8]).
- Ireland-Partie-Nord (renommé Saint-Adrien-d'Irlande en 1982[9])
- Ireland-Partie-Sud (renommé Irlande en 1987[10])
- Laurierville (détaché du canton de Somerset-Nord en 1902[11]
- Leeds (municipalité de canton, renommée Kinnear's Mills en 1982[12]).
- Lyster (créée sous le nom de Sainte-Anastasie-de-Nelson en 1883, de laquelle s'est détachée la municipalité de village de Lyster en 1912. Les deux ont été réunies en 1976 sous le nom de Lyster[13]).
- Nelson (municipalité de canton, de laquelle Sainte-Anastasie-de-Nelson s'est détaché en 1883 et dont la majorité du reste s'est fusionné à la municipalité de paroisse de Sainte-Agathe en 1985, qui s'est fusionné avec la municipalité de village de Sainte-Agathe en 1999 pour former la municipalité de Sainte-Agathe-de-Lotbinière[14])
- Notre-Dame-de-Lourdes
- Plessisville (paroisse)
- Plessisville (ville)
- Rivière-Blanche (détaché d'Ireland-Partie-Nord en 1922, fusionné à Thetford Mines en 1994)
- Robertsonville (détaché de Thetford-Partie-Nord en 1909, fusionné à Thetford Mines en 2001[15])
- Sacré-Cœur-de-Marie-Partie-Sud (détaché des cantons Thetford-Partie-Nord et Thetford-Partie-Sud en 1909, fusionné dans Adstock en 2001[16])
- Saint-Antoine-de-Pontbriand (créé en 1909, renommé Pontbriand en 1987, fusionné à Thetford Mines en 2001[17])
- Sainte-Julie (appelée municipalité du canton de Somerset-Nord jusqu'en 1950, fusionnée à Laurierville en 1997[11])
- Sainte-Sophie-d'Halifax (détachée de la municipalité de canton d'Halifax-Nord en 1937, les deux ont été fusionnés en 1997[7])
- Saint-Jacques-de-Leeds
- Saint-Jean-de-Brébeuf (créé en 1946 à partir de portions de Saint-Adrien-d'Irlande, de Saint-Ferdinand-d'Halifax, d'Inverness et de Leeds[18])
- Saint-Joseph-de-Coleraine (créé à partir du canton de Coleraine en 1892, appelé Saint-Désiré-du-lac-Noir jusqu'en 1908[19])
- Saint-Pierre-Baptiste
- Thetford Mines (détaché de Thetford-Partie-Sud en 1892 sous le nom de Kingsville, renommé Thetford Mines en 1905[20])
- Thetford-Partie-Sud (créé en 1886 de la scission du canton de Thetford, fusionné à Thetford Mines en 2001[21])

## Formation
Le comté a été formé de huit cantons, soit Inverness, Nelson, Somerset, Halifax (nord et sud), Leeds, Thetford, Ireland et Coleraine. Le canton de Broughton, originellement inclus dans le comté de Mégantic, a été transféré au comté de Beauce le 1er juillet 1863.

## Corporation de comté de Mégantic
La corporation de comté de Mégantic était un organisme régional chargé de plusieurs responsabilités touchant plusieurs des municipalités de son territoire, tel que la gestion des cours d'eau, la gestion et l'entretien des chemins intermunicipaux.
La corporation de comté était composée d'un conseil sur lequel tous les maires des municipalités du comté siégeaient afin de prendre ces décisions. Un préfet de comté était élu à tous les deux ans par ses pairs.
Voici l'historique des préfets de la Corporation de comté de Mégantic:
| Préfet                      | Période                              | Municipalité          |
| --------------------------- | ------------------------------------ | --------------------- |
| ...                         |                                      |                       |
| Maurice Morin               | 11 mars 1942 au 8 septembre 1943     | Plessisville          |
| Alphonse Tanguay            | 8 septembre 1943 au 8 mars 1944      | Rivière Blanche       |
| Philippe Croteau            | 8 mars 1944 au 14 mars 1945          | Irlande Sud           |
| Ludger Lambert              | 14 mars 1945 au 13 mars 1946         | Sainte-Sophie         |
| Achille Vachon              | 13 mars 1946 au 12 mars 1947         | Somerset nord         |
| Georges Dubois              | 12 mars 1947 au 10 mars 1948         | Laurierville          |
| George. (A. ou E.) Thompson | 10 mars 1948 au 9 décembre 1948      | Leeds Canton          |
| Joseph Bouchard             | 9 décembre 1948 au 14 décembre 1949  | Irlande Nord          |
| Delphis Roy                 | 14 décembre 1949 au 14 mars 1951     | Leeds Est             |
| Louis St-Onge               | 14 mars 1951 au 14 mars 1952         | Sacré-Cœur de Marie   |
| Joseph-Édouard Fournier     | 14 mars 1952 au 11 mars 1953         | Plessisville          |
| Fred George                 | 11 mars 1953 au 16 mars 1954         | Inverness Canton      |
| Paul Gagné                  | 16 mars 1954 au 14 mars 1956         | Ste-Julie             |
| Albert Cloutier             | 14 mars 1956 au 12 décembre 1956     | Ste-Anne-du-Lac       |
| Lucien Nadeau               | 12 décembre 1956 au 12 mars 1958     | Notre-Dame-de-Lourdes |
| Athanase Pomerleau          | 12 mars 1958 au 11 mars 1959         | Pontbriand            |
| Henri Rousseau              | 11 mars 1959 au 9 décembre 1959      | Thetford Sud          |
| Roméo Lachance              | 9 décembre 19659 au 14 décembre 1960 | Sacré-Cœur de Marie   |
| Jérémie Labonté             | 14 décembre 1960 au 11 mars 1964     | Robertsonville        |
| Martin Roy                  | 27 mars 1963 au 11 mars 1964         | Laurierville          |
| John Hoy                    | 11 mars 1964 au                      | Inverness Village     |
| Marcel Fortier              | 10 mars 1965 au                      | Bernierville          |
| J.-Léonard Gagné            | 9 décembre 1965 au                   | Ste-Anne-du-Lac       |
| Joseph Nadeau               | 8 mars 1967 au 13 mars 1968          | Pontbriand            |
| Lucien Sylvain              | 13 mars 1968 au 11 mars 1970         | Rivière Blanche       |
| Roger Gosselin              | 11 mars 1970 au 31 mars 1971         | Halifax-Nord          |
| Georges Ouellet             | 31 mars 1971 au 8 mars 1972          | Notre-Dame-de-Lourdes |
| Wilfrid Roy                 | 8 mars 1972 au 14 mars 1973          | Leeds Est             |
| Elphège Boissonneault       | 14 mars 1973 au 8 décembre 1976      | Ste-Anastasie         |
| Onil Garneau                | 8 décembre 1976 au 14 décembre 1977  | Bernierville          |
| Fernand Lehoux              | 14 décembre 1977 au 21 novembre 1979 | Robertsonville        |
| René Chevrier               | 21 novembre 1979 au 25 novembre 1987 | Inverness Village     |

Monsieur Chevrier a été préfet de la corporation de comté de Mégantic jusqu'en 1981. Par la suite, la Municipalité régionale de comté de L'Érable a été formée selon l'article 166 de la Loi sur l'aménagement et l'urbanisme (1979, chapitre 51). Il a été préfet alors jusqu'en  novembre 1987. Les lettres patentes de la MRC de L'Érable ont été données le 2 novembre 1981.